# 1 000 kilomètres de Spa 2006
Navigation
Édition précédente Édition suivante
Les 1 000 kilomètres de Spa 2006 sont la 26e édition de l'épreuve et se déroulent le 14 mai 2006. La victoire est remportée par la Courage C60 n°17 pilotée par Emmanuel Collard et Jean-Christophe Boullion.

## Circuit
Les 1 000 kilomètres de Spa 2006 se déroulent sur le Circuit de Spa-Francorchamps en Belgique, surnommé Le toboggan des Ardennes, en raison de son important dénivelé et de la présence de nombreuses courbes rapides. Certains de ses virages sont célèbres, comme l'Eau Rouge, Pouhon ou encore Blanchimont. Il est également caractérisé par de longues pleines charges, dues au fait que le tracé mesure plus de 7 km. Ce circuit est célèbre car il accueille la Formule 1 et qu'il est très ancré dans la compétition automobile.

## Résultats
Voici le classement officiel au terme de la course.
- Les vainqueurs de chaque catégorie sont signalés par un fond jauni.
- Pour la colonne Pneus, il faut passer le curseur au-dessus du modèle pour connaître le manufacturier de pneumatiques.

| Pos    | Cat  | n° | Équipe                                                      | Pilotes                                                   | Châssis                     | Pneus | Tours |
| Pos    | Cat  | n° | Équipe                                                      | Pilotes                                                   | Moteur                      | Pneus | Tours |
| ------ | ---- | -- | ----------------------------------------------------------- | --------------------------------------------------------- | --------------------------- | ----- | ----- |
| 1      | LMP1 | 17 | Pescarolo Sport                                             | Emmanuel Collard Jean-Christophe Boullion                 | Pescarolo C60 Hybrid        | M     | 134   |
| 1      | LMP1 | 17 | Pescarolo Sport                                             | Emmanuel Collard Jean-Christophe Boullion                 | Judd GV5 S2 5.0L V10        | M     | 134   |
| 2      | LMP1 | 5  | Swiss Spirit                                                | Harold Primat Marcel Fässler                              | Courage LC70                | M     | 133   |
| 2      | LMP1 | 5  | Swiss Spirit                                                | Harold Primat Marcel Fässler                              | Judd GV5 S2 5.0L V10        | M     | 133   |
| 3      | LMP1 | 2  | Zytek Engineering                                           | John Nielsen Casper Elgaard Philip Andersen (en)          | Zytek 06S                   | M     | 132   |
| 3      | LMP1 | 2  | Zytek Engineering                                           | John Nielsen Casper Elgaard Philip Andersen (en)          | Zytek 2ZG408 4.0L V8        | M     | 132   |
| 4      | LMP2 | 39 | Chamberlain-Synergy Motorsport ASM Team Racing for Portugal | Miguel Angel Castro Ángel Burgueño (en) Miguel Amaral     | Lola B05/40                 | D     | 132   |
| 4      | LMP2 | 39 | Chamberlain-Synergy Motorsport ASM Team Racing for Portugal | Miguel Angel Castro Ángel Burgueño (en) Miguel Amaral     | AER P07 2.0L Turbo I4       | D     | 132   |
| 5      | LMP2 | 25 | Ray Mallock Ltd. (RML)                                      | Thomas Erdos Mike Newton                                  | MG-Lola EX264               | M     | 131   |
| 5      | LMP2 | 25 | Ray Mallock Ltd. (RML)                                      | Thomas Erdos Mike Newton                                  | AER P07 2.0L Turbo I4       | M     | 131   |
| 6      | LMP2 | 24 | Binnie Motorsports                                          | William Binnie Allen Timpany Sam Hancock                  | Lola B05/42                 | M     | 129   |
| 6      | LMP2 | 24 | Binnie Motorsports                                          | William Binnie Allen Timpany Sam Hancock                  | Zytek ZG348 3.4L V8         | M     | 129   |
| 7      | GT1  | 55 | Team Oreca                                                  | Stéphane Ortelli Soheil Ayari                             | Saleen S7-R                 | M     | 129   |
| 7      | GT1  | 55 | Team Oreca                                                  | Stéphane Ortelli Soheil Ayari                             | Ford 7.0L V8                | M     | 129   |
| 8      | LMP2 | 32 | Barazi-Epsilon                                              | Michael Vergers Juan Barazi Davide Valsecchi              | Courage C65                 | M     | 128   |
| 8      | LMP2 | 32 | Barazi-Epsilon                                              | Michael Vergers Juan Barazi Davide Valsecchi              | AER P07 2.0L Turbo I4       | M     | 128   |
| 9      | GT1  | 61 | Cirtek Motorsport Team Modena                               | Antonio García Richard Lyons (ja)                         | Aston Martin DBR9           | M     | 128   |
| 9      | GT1  | 61 | Cirtek Motorsport Team Modena                               | Antonio García Richard Lyons (ja)                         | Aston Martin 6.0L V12       | M     | 128   |
| 10     | GT1  | 70 | PSI Experience                                              | Pertti Kuismanen Markus Palttala Jos Menten               | Chevrolet Corvette C6.R     | D     | 126   |
| 10     | GT1  | 70 | PSI Experience                                              | Pertti Kuismanen Markus Palttala Jos Menten               | Chevrolet LS7R 7.0L V8      | D     | 126   |
| 11     | GT1  | 62 | Cirtek Motorsport Team Modena                               | Peter Hardman Christian Vann Jamie Campbell-Walter        | Aston Martin DBR9           | M     | 126   |
| 11     | GT1  | 62 | Cirtek Motorsport Team Modena                               | Peter Hardman Christian Vann Jamie Campbell-Walter        | Aston Martin 6.0L V12       | M     | 126   |
| 12     | GT1  | 67 | Convers MenX Team                                           | Peter Kox Robert Pergl Alexey Vasilyev                    | Ferrari 550 GTS Maranello   | M     | 126   |
| 12     | GT1  | 67 | Convers MenX Team                                           | Peter Kox Robert Pergl Alexey Vasilyev                    | Ferrari F131 6.0L V12       | M     | 126   |
| 13     | GT1  | 72 | Luc Alphand Aventures                                       | Jérôme Policand Patrice Goueslard Anthony Beltoise        | Chevrolet Corvette C5-R     | M     | 126   |
| 13     | GT1  | 72 | Luc Alphand Aventures                                       | Jérôme Policand Patrice Goueslard Anthony Beltoise        | Chevrolet LS7R 7.0L V8      | M     | 126   |
| 14     | LMP2 | 36 | Paul Belmondo Racing                                        | Claude-Yves Gosselin Pierre Ragues Karim Ojjeh            | Courage C65                 | P     | 123   |
| 14     | LMP2 | 36 | Paul Belmondo Racing                                        | Claude-Yves Gosselin Pierre Ragues Karim Ojjeh            | Ford (Mecachrome) 3.4L V8   | P     | 123   |
| 15     | GT2  | 76 | Autorlando Sport                                            | Marc Lieb Joël Camathias                                  | Porsche 911 GT3 RSR (996)   | P     | 123   |
| 15     | GT2  | 76 | Autorlando Sport                                            | Marc Lieb Joël Camathias                                  | Porsche 3.6L Flat-6         | P     | 123   |
| 16     | GT2  | 82 | Team LNT                                                    | Lawrence Tomlinson Richard Dean Tom Kimber-Smith          | Panoz Esperante GT-LM       | P     | 122   |
| 16     | GT2  | 82 | Team LNT                                                    | Lawrence Tomlinson Richard Dean Tom Kimber-Smith          | Ford (Élan) 5.0L V8         | P     | 122   |
| 17     | GT2  | 99 | Virgo Motorsport                                            | Dan Eagling Tim Sugden                                    | Ferrari F430 GTC            | D     | 122   |
| 17     | GT2  | 99 | Virgo Motorsport                                            | Dan Eagling Tim Sugden                                    | Ferrari 4.0L V8             | D     | 122   |
| 18     | GT2  | 80 | Farnbacher Racing                                           | Lars Erik Nielsen Marco Seefried                          | Porsche 911 GT3 RSR (996)   | D     | 122   |
| 18     | GT2  | 80 | Farnbacher Racing                                           | Lars Erik Nielsen Marco Seefried                          | Porsche 3.6L Flat-6         | D     | 122   |
| 19     | GT2  | 92 | IMSA Performance Matmut                                     | Christophe Bouchut Raymond Narac                          | Porsche 911 GT3 RSR (996)   | D     | 121   |
| 19     | GT2  | 92 | IMSA Performance Matmut                                     | Christophe Bouchut Raymond Narac                          | Porsche 3.6L Flat-6         | D     | 121   |
| 20     | GT2  | 75 | Perspective Automobiles Thierry Perrier                     | Philippe Hesnault Nigel Smith (en) João Barbosa           | Porsche 911 GT3 RSR (996)   | D     | 119   |
| 20     | GT2  | 75 | Perspective Automobiles Thierry Perrier                     | Philippe Hesnault Nigel Smith (en) João Barbosa           | Porsche 3.6L Flat-6         | D     | 119   |
| 21     | GT2  | 77 | Seikel Motorsport                                           | Tony Burgess Philip Collin Tim Bergmeister                | Porsche 911 GT3 RSR (996)   | Y     | 118   |
| 21     | GT2  | 77 | Seikel Motorsport                                           | Tony Burgess Philip Collin Tim Bergmeister                | Porsche 3.6L Flat-6         | Y     | 118   |
| 22     | GT2  | 73 | Ice Pol Racing Team                                         | Yves-Emmanuel Lambert Christian Lefort Romain Iannetta    | Porsche 911 GT3 RSR (996)   | D     | 114   |
| 22     | GT2  | 73 | Ice Pol Racing Team                                         | Yves-Emmanuel Lambert Christian Lefort Romain Iannetta    | Porsche 3.6L Flat-6         | D     | 114   |
| 23     | GT2  | 95 | Racesport Peninsula TVR                                     | John Hartshorne Iain Dockerill                            | TVR Tuscan T400R            | D     | 111   |
| 23     | GT2  | 95 | Racesport Peninsula TVR                                     | John Hartshorne Iain Dockerill                            | TVR Speed Six 4.0L I6       | D     | 111   |
| 24     | GT2  | 85 | Spyker Squadron b.v.                                        | Jeroen Bleekemolen Mike Hezemans                          | Spyker C8 Spyder GT2-R      | D     | 111   |
| 24     | GT2  | 85 | Spyker Squadron b.v.                                        | Jeroen Bleekemolen Mike Hezemans                          | Audi 3.8L V8                | D     | 111   |
| 25     | GT2  | 96 | James Watt Automotive                                       | Paul Daniels Jack Elsegood (en) Xavier Pompidou           | Porsche 911 GT3 RSR (996)   | D     | 96    |
| 25     | GT2  | 96 | James Watt Automotive                                       | Paul Daniels Jack Elsegood (en) Xavier Pompidou           | Porsche 3.6L Flat-6         | D     | 96    |
| 26 Nc  | LMP2 | 20 | Pierre Bruneau                                              | Marc Rostan Pierre Bruneau                                | Pilbeam (en) MP93           | M     | 79    |
| 26 Nc  | LMP2 | 20 | Pierre Bruneau                                              | Marc Rostan Pierre Bruneau                                | Judd XV675 3.4L V8          | M     | 79    |
| 27 Nc  | GT1  | 50 | Aston Martin Racing Larbre                                  | Pedro Lamy Gabriele Gardel Vincent Vosse                  | Aston Martin DBR9           | M     | 58    |
| 27 Nc  | GT1  | 50 | Aston Martin Racing Larbre                                  | Pedro Lamy Gabriele Gardel Vincent Vosse                  | Aston Martin 6.0L V12       | M     | 58    |
| 28 Nc  | LMP1 | 12 | Courage Compétition                                         | Jean-Marc Gounon Alexander Frei                           | Courage LC70                | Y     | 47    |
| 28 Nc  | LMP1 | 12 | Courage Compétition                                         | Jean-Marc Gounon Alexander Frei                           | Mugen MF458S 4.5L V8        | Y     | 47    |
| 29 Nc  | LMP2 | 37 | Paul Belmondo Racing                                        | Didier André Yann Clairay                                 | Courage C65                 | P     | 28    |
| 29 Nc  | LMP2 | 37 | Paul Belmondo Racing                                        | Didier André Yann Clairay                                 | Ford (Mecachrome) 3.4L V8   | P     | 28    |
| 30 Abd | GT2  | 90 | Farnbacher Racing                                           | Pierre Ehret Dominik Farnbacher                           | Porsche 911 GT3 RSR (996)   | D     | 86    |
| 30 Abd | GT2  | 90 | Farnbacher Racing                                           | Pierre Ehret Dominik Farnbacher                           | Porsche 3.6L Flat-6         | D     | 86    |
| 31 Abd | GT2  | 91 | T2M Motorsport                                              | Miroslav Konôpka Yutaka Yamagishi Tor Graves              | Porsche 911 GT3 RSR (996)   | D     | 80    |
| 31 Abd | GT2  | 91 | T2M Motorsport                                              | Miroslav Konôpka Yutaka Yamagishi Tor Graves              | Porsche 3.6L Flat-6         | D     | 80    |
| 32 Abd | LMP2 | 28 | Ranieri Randaccio SRL                                       | Ranieri Randaccio Fabio Macini Gianni Collini             | Lucchini LMP2/04            | D     | 74    |
| 32 Abd | LMP2 | 28 | Ranieri Randaccio SRL                                       | Ranieri Randaccio Fabio Macini Gianni Collini             | Judd XV675 3.4L V8          | D     | 74    |
| 33 Abd | LMP2 | 22 | Rollcentre Racing                                           | Martin Short Tim Greaves Gregor Fisken                    | Radical SR9                 | D     | 67    |
| 33 Abd | LMP2 | 22 | Rollcentre Racing                                           | Martin Short Tim Greaves Gregor Fisken                    | Judd XV675 3.4L V8          | D     | 67    |
| 34 Abd | LMP1 | 13 | Courage Compétition                                         | Shinji Nakano Haruki Kurosawa                             | Courage LC70                | Y     | 53    |
| 34 Abd | LMP1 | 13 | Courage Compétition                                         | Shinji Nakano Haruki Kurosawa                             | Mugen MF458S 4.5L V8        | Y     | 53    |
| 35 Abd | GT2  | 81 | Team LNT                                                    | Warren Hughes Robert Bell                                 | Panoz Esperante GT-LM       | P     | 49    |
| 35 Abd | GT2  | 81 | Team LNT                                                    | Warren Hughes Robert Bell                                 | Ford (Élan) 5.0L V8         | P     | 49    |
| 36 Abd | GT2  | 97 | GPC Sport                                                   | Luca Drudi Gabrio Rosa Fabrizio de Simone                 | Ferrari F430 GTC            | P     | 49    |
| 36 Abd | GT2  | 97 | GPC Sport                                                   | Luca Drudi Gabrio Rosa Fabrizio de Simone                 | Ferrari 4.0L V8             | P     | 49    |
| 37 Abd | LMP1 | 6  | Lister Storm Racing                                         | Nicolas Kiesa Jens Møller                                 | Lister Storm LMP            | D     | 42    |
| 37 Abd | LMP1 | 6  | Lister Storm Racing                                         | Nicolas Kiesa Jens Møller                                 | Chevrolet 6.0L V8           | D     | 42    |
| 38 Abd | GT2  | 86 | Spyker Squadron b.v.                                        | Jonny Kane Donny Crevels                                  | Spyker C8 Spyder GT2-R      | D     | 26    |
| 38 Abd | GT2  | 86 | Spyker Squadron b.v.                                        | Jonny Kane Donny Crevels                                  | Audi 3.8L V8                | D     | 26    |
| 39 Abd | LMP1 | 19 | Chamberlain-Synergy Motorsport                              | Bob Berridge Gareth Evans Peter Owen                      | Lola B06/10                 | D     | 3     |
| 39 Abd | LMP1 | 19 | Chamberlain-Synergy Motorsport                              | Bob Berridge Gareth Evans Peter Owen                      | AER P32T 3.6L Turbo V8      | D     | 3     |
| 40 Abd | GT1  | 51 | B-Racing RS Line Team                                       | Benjamin Leuenberger Norbert Walchhofer Marino Franchitti | Lamborghini Murcielago R-GT | D     | 1     |
| 40 Abd | GT1  | 51 | B-Racing RS Line Team                                       | Benjamin Leuenberger Norbert Walchhofer Marino Franchitti | Lamborghini L535 6.0L V12   | D     | 1     |